# Camarade (album)
Pour les articles homonymes, voir Camarade.
Albums de Jean Ferrat
Ma France Aimer à perdre la raison
Camarade est un album studio de Jean Ferrat sorti chez Barclay en 1969.
Compagnon de route du PCF sans jamais en avoir été membre, Jean Ferrat garde ses distances avec Moscou et, en 1968 avec la chanson Camarade, par laquelle il dénonce l’invasion soviétique de la Tchécoslovaquie en 1968. 

## Titres
Paroles et musiques de Jean Ferrat, sauf indications contraires.
| No  | Titre                      | Auteur            | Durée |
| --- | -------------------------- | ----------------- | ----- |
| 1.  | Camarade                   |                   |       |
| 2.  | Tout ce que j'aime         | Philippe Pauletto |       |
| 3.  | Les Demoiselles de magasin |                   |       |
| 4.  | Mon bel amour              |                   |       |
| 5.  | 17 ans                     |                   |       |
| 6.  | Sacré Félicien             |                   |       |
| 7.  | La Cavale                  |                   |       |
| 8.  | Y aurait-il...             | Pierre Louki      |       |
| 9.  | Intox                      |                   |       |
| 10. | Les Lilas                  | Louis Aragon      |       |

## Crédits
- Arrangements et direction musicale : Alain Goraguer
- Prise de son : Claude Achallé
- Crédits visuels : Jean-Claude Maillard (recto), Ray Wilson (verso)